# João da Nova
João da Nova (portugalská výslovnost: ʒuɐw dɐ nɔvɐ), také Xoán de Novoa, Juan de Nova (asi 1460 Maceda, Ourense, Španělsko – červenec 1509 Kóčin, Indie) byl španělský mořeplavec a průzkumník Atlantského a Indického oceánu ve službách Portugalska.

## Popis cesty
Ve dnech 9. a 10. března 1501 vyplul jako velitel portugalské expedice do Indie. V květnu 1501 objevil v jižním Atlantiku ostrov Ascension původně nazývaný "Concepsão". Po obeplutí mysu Dobré naděje, pokračoval na sever, kde v průlivu mezi ostrovem Madagaskar a africkým kontinentem objevil ostrov, který nese jeho jméno Juan de Nova. V listopadu roku 1501 připlul do indického přístavu Kannur, kde se 31. prosince 1501 účastnil s malou flotou první portugalské námořní bitvy v Indickém oceánu. V lednu 1502 se vydává na zpáteční cestu, na které 21. května 1502 v jižním Atlantiku objevil ostrov. Tento den byl svátek Flavii Iulii Heleny a na její počest ostrov nazval Svatá Helena.
Znovu do Indie se vydává v roce 1505. Po obeplutí mysu Dobré naděje byl zajat na území dnešního Mosambiku. Po osvobození pokračoval do Indie. I v letech 1506–1509 pobýval v Indickém oceánu, účastnil se několika bitev v Ománském zálivu odsud v bojích napadal města a postupoval na západ k Hormuzskému průlivu a k ostrovu Hormuz. V roce 1509 byl opět v Indii, kde téhož roku v přístavu Kóčin zemřel.